# 버진 미디어

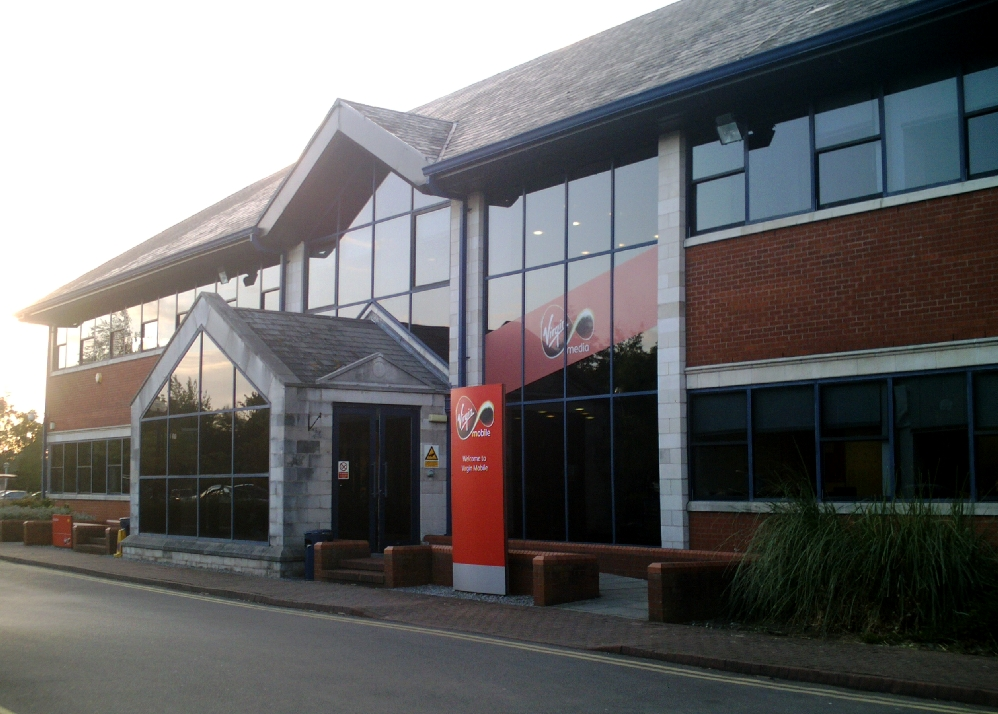

버진 미디어는 2006년 6월 6일 설립된 영국의 통신 기업이자 텔레비전 네트워크이다. 나스닥 상장기업이며, 통신, TV, 인터넷, 전화, 결합 상품을 판매한다.

## 버진 모바일
버진 미디어의 통신 서비스이다.

## 버진 TV
버진 미디어의 디지컬 케이블 서비스이다. 채널 수는 총 879개의 디지털 케이블 채널, 라디오 채널이 있다.

## 같이 보기
- 버진 그룹
- 리처드 브랜슨